# Bones (The Killers)
Bones è un singolo del gruppo indie rock The Killers.

## Il brano
La canzone è stata scritta dal cantante principale del gruppo Brandon Flowers, dal bassista Mark Stoermer e dal batterista Ronnie Vannucci. È l'ottava traccia del loro secondo album Sam's Town, pubblicato nell'ottobre 2006 ed è stata pubblicata come secondo singolo estratto da Sam's Town nel novembre 2006.
Nelle sue prime fasi di realizzazione il brano era stato intitolato It's Only Natural. Il singolo ha ottenuto un moderato successo negli Stati Uniti, ottenendo una ventunesima posizione nella classifica Billboard Modern Rock Tracks. Nel Regno Unito invece il brano ha ottenuto la quindicesima posizione dei singoli più venduti.

## Il video
Il video musicale prodotto per Bones è stato diretto dal regista Tim Burton, e vede la collaborazione della modella Devon Aoki.
Nel video, un ragazzo e una ragazza sono in macchina al drive-in ed osservano uno spettacolo in cui degli scheletri, animati in stop-motion, si preparano ad una guerra. Alternativamente, di fronte allo schermo la band musicale suona la canzone. Nel film, gli stessi ragazzi sono protagonisti e si ritrovano in una spiaggia e, mentre si preparano per un amplesso, la ragazza, togliendosi i capelli, si trasforma in uno scheletro. Lo stesso fa il ragazzo togliendosi la maglia. Più volte, nel corso del filmato, i due ragazzi si trasformano in scheletri finché anche nella realtà del drive-in diventano tali. Man mano che il clip va avanti i musicisti di fronte allo schermo si trasformano anch'essi in scheletri, mentre continuano ad esibirsi. Il video termina coi due ragazzi scheletrici che, in maniera classica, corrono lungo la spiaggia per raggiungersi ma, una volta pronti ad abbracciarsi, si scontrano e cadono in pezzi a terra. La stessa cosa accade alla band alla fine della musica.